# Ellen van Langen
Ellen van Langen (* 9. Februar 1966 in Oldenzaal) ist eine niederländische Mittelstreckenläuferin.
Ihr größter sportlicher Erfolg war der Gewinn der Goldmedaille im 800-Meter-Lauf bei den Olympischen Spielen 1992 in Barcelona. In der Zeit von 1:55,54 min. (Landesrekord) setzte sie sich vor der Russin Lilija Nurutdinowa (RUS) und der Favoritin Ana Fidelia Quirot (CUB) durch.
Nach diesem Erfolg wurde van Langen in den Niederlanden 1992 zur Sportlerin des Jahres gewählt. Seit der Beendigung ihrer aktiven Laufbahn ist van Langen als Athletenmanagerin tätig.

## Weitere Platzierungen
- Europameisterschaften 1990: 4.
- Weltmeisterschaften 1995: 6.